# Јасухиро Накасоне
Јасухиро Накасоне (јап. 中曽根 康弘; 27. мај 1918 — 29. новембар 2019) био је јапански политичар који је био премијер Јапана и председник либерално-демократске партије. Био је члан Представничког дома преко 50 година. Значајно је помогао приватизацију у Јапану. До своје смрти био је најстарији јапански државни лидер.
Био је последњи премијер Јапана који је посетио СФР Југославију, када је 1987. званично посетио Београд. Шинзо Абе је 15. јануара 2018, после 31 године, био наредни јапански премијер који је посетио Београд.